# Fjärestad-Gantofta
Fjärestad-Gantofta är ett naturreservat i Helsingborgs kommun i Skåne län.
Området är naturskyddat sedan 2011 och är 40 hektar stort. Det består av lövskog omkring Råån och Kovlebäcken. Naturreservatet kopplas samman med Rååns dalgång mellan Gantofta. 
Naturreservatet Fjärestad-Gantofta består av både betes- och skogslandskap. I skogslandskapet finns ovanliga mossor och många olika fågelarter såsom lövsångare, gransångare, trädgårdssångare, svarthätta, rödhake, taltrast och gärdsmyg men även kungsfiskare har hittats strax utanför reservatet. Det är även inte ovanligt att stöta på ormvråk, korp och röd glada över området. I naturreservatet finns spår efter människor som dateras tillbaka till Stenåldern i form av skelettdelar, flintverktyg och bärnstenspärlor. Det finns sliprännor i sandstenen invid ån – något som än idag inte kan besvaras. Det finns också många olika arter av fisk såsom bäcknejonöga, grönlig, ål och havsnejonöga, på hösten är det också vanligt att se havsöringar vandra in från havet till ån. Intill naturreservatet finns även gravplatser i form av en gånggrift. 
Skogslandskapet består till största del av klibbal med inslag av ask, ek, knäckepil, hägg och hassel. Bitvis dominerar även den invasiva arten jättebalsamin.